# Wälderschanze
Wälderschanze – kompleks skoczni narciarskich o punktach konstrukcyjnych K85, K55, K33 i K18 w austriackiej miejscowości Andelsbuch. 
Pierwsze skocznie w Andelsbuch wybudowano w 1928. Uległy one zniszczeniu podczas II wojny światowej i w 1947 powstała na ich miejsce Wälderschanze. Obiekt kilkukrotnie ulegał przebudowie. Organizowano na nim mistrzostwa Austrii w skokach narciarskich, po raz ostatni w 2000, z okazji 75-lecia lokalnego klubu.

## Parametry skoczni normalnej
- Hill Size: 88 m
- Punkt konstrukcyjny: 85 m
- Rekord skoczni: 96,5 m (David Zauner, 2003-01-25)
- Nachylenie progu: 10,5°
- Igelit: brak
- Klub sportowy: WSV Andelsbuch